# Henk Prinsen
Henk Prinsen (* 25. Dezember 1951 in Hank) ist ein ehemaliger niederländischer Radrennfahrer.

## Sportliche Laufbahn
Prinsen war im Straßenradsport aktiv. 1973 gewann er den Circuit de Hombourg in Frankreich und die Tour de Seraing. Als Amateur war er Mitglied der Nationalmannschaft und bestritt u. a. die DDR-Rundfahrt 1974 (ausgeschieden) sowie die Tour of Scotland. 1973 wurde er in der Ronde van Drenthe Dritter.
Von 1974 bis 1976 war er Berufsfahrer im Radsportteam Frisol, hatte als Radprofi aber keine Erfolge.
In der Vuelta a España 1976 wurde er 38., 1975 hatte er die Rundfahrt nicht beendet. Die Tour de France fuhr er zweimal. 1974 wurde er 84. und 1975 82. In den Rennen der Monumente des Radsports war der 39. Platz in der Flandern-Rundfahrt 1975 sein bestes Resultat. Nach dem Tod seines Bruders Wim trat er vom Radsport zurück.

## Familiäres
Sein Bruder Wim Prinsen und sein Cousin Ad Prinsen waren ebenfalls Radrennfahrer.